# Stickelhårig
För andra betydelser, se Stickelhårig (olika betydelser).

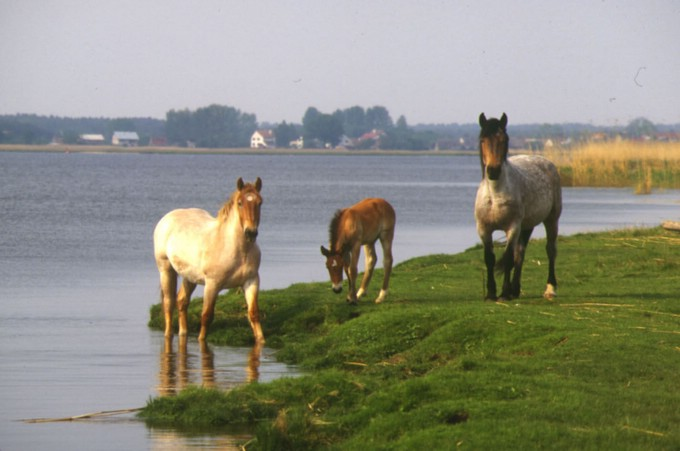
Vänster stickelhårig fux, höger stickelhårig brun.

Stickelhårig kallas en häst som har vita hår insprängda i hårremmen, men där grundfärgen (brun, svart eller fux) dominerar över den vita. Om den vita färgen dominerar kallas hästen för en skimmel.